# Тополчане (Сливенська область)
Тополча́не (болг. Тополчане) — село в Сливенській області Болгарії. Входить до складу общини Сливен.

## Населення
За даними перепису населення 2011 року у селі проживали 2989 осіб.
Національний склад населення села:
| Національність   | Кількість осіб | Відсоток |
| ---------------- | -------------- | -------- |
| болгари          | 1802           | 61,3 %   |
| цигани           | 1108           | 37,7 %   |
| турки            | 6              | 0,2 %    |
| інша             | 4              | 0,1 %    |
| не визначились   | 22             | 0,7 %    |
| Всього відповіли | 2942           |          |

Розподіл населення за віком у 2011 році:
Динаміка населення: